# Microdigital TK-95
Microdigital TK-95 (Tk-95) је кућни рачунар фирме Microdigital који је почео да се производи у Бразилу током 1986. године.
Користио је Zilog Z80 A микропроцесорску јединицу а RAM меморија рачунара је имала капацитет од 48 KB. 

## Детаљни подаци
Детаљнији подаци о рачунару Tk-95 су дати у табели испод.
|                       |                                       |
| [ 1 ]                 |                                       |
| Произвођач            |                                       |
| Тип                   | кућни рачунар                         |
| Меморија              | 48 KB                                 |
| Поријекло             | Бразил                                |
| Година                | 1986                                  |
| Тастатура             | пуни помак тастера, 57 тастера        |
| Процесор              |                                       |
| Фреквенција процесора | 3,58                                  |
| RAM                   | 48 KB                                 |
| ROM                   | 16 (Basic + OS)                       |
| Текст                 | 32 знакова x 24 линије                |
| Графика               | 256 x 192 тачака                      |
| Боја                  | 8 са два тона свака                   |
| Звук                  | 1 глас / 10 октава (преко телевизора) |
| Димензије             | непознато                             |
| Портови               |                                       |
| Оперативни систем     |                                       |